# Pech (Stoff)

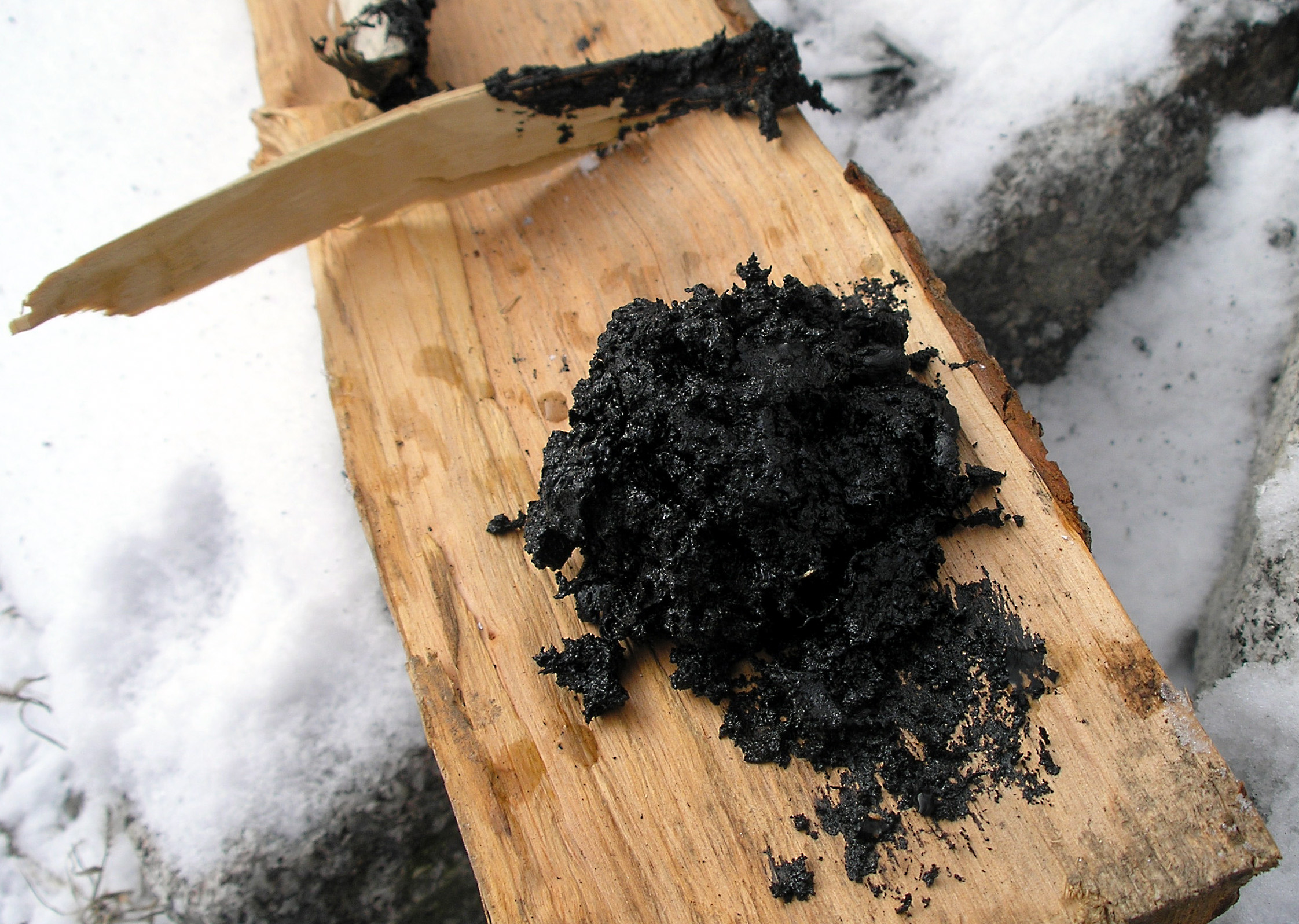
Im Eintopfverfahren hergestelltes Birkenpech, bestehend aus Teer und veraschter Rinde

Pech (von mittelhochdeutsch Bëch, Pëch; dieses von lateinisch Pix), auch verdeutlichend Teerpech, ist ein brauner bis schwarzer, teerartiger bzw. bituminöser, zähflüssiger bis fester, schmelzbarer Rückstand, der bei der Destillation von Teeren und organischen Substanzen entsteht, nachdem alle leichten Öle, Zwischenfraktionen und schweren Öle (Kreosot, Anthracen usw.) abgetrieben sind.
Im oberdeutschen Sprachraum, beispielsweise in Österreich, bedeutet Pech (verdeutlichend Baumpech) auch „Harz“; siehe hierzu den Artikel Harz (Material).

## Begriffsabgrenzung
In der Antike und im Mittelalter wurden die Begriffe „Teer“ und „Pech“ synonym verwendet. Dies führt häufig zu Begriffsverwechslungen. Pech wurde häufig in Straßenbelägen verwendet, wo man es als Teer bezeichnete. Heutzutage definieren DIN-Normen, was Pech ist (DIN 55946). Teere entstehen durch zersetzende, thermische Behandlung (Pyrolyse) organischer Naturprodukte (etwa Holz, Steinkohle und Erdöl). Die dabei entstehenden Rückstände werden Peche genannt.

## Bedeutungsgeschichte
Die Ausdrücke „Pechvogel“ und „Pech haben“ gehen auf die mittelalterliche Vogeljagd zurück. Damals bestrich man Baumäste mit Pech, damit die Vögel daran kleben blieben und gefangen werden konnten. Jeder Vogel, der in die Falle tappte, hatte „Pech gehabt“ und war in diesem Sinne ein armer „Pechvogel“.
Die negativen Konnotationen des Wortes Pech sind zahlreich: „Pechmarie“ im Märchen Frau Holle, „teeren und federn“, Einsatz zum Foltern, die „Pechtröge“ der Hölle u. a.
Im süddeutschen bzw. österreichischen Sprachraum gibt es auch den Begriff Baumpech (Siedepech), oftmals nur als Pech bezeichnet, für das in der Pecherei gewonnene frische Baumharz. Ebenfalls in diese Sprachregion fällt der Begriff Kaupech für kaugummiähnliche Baumharzarten, die als solche auch Verwendung finden. Diese haben aber nichts mit der umgangssprachlich geläufigen Bezeichnung Pech gemein.
Die Bezeichnung Pechblende für Uranerz ist entstanden, weil man diese für eine pechähnliche Abart der Zinkblende hielt, was sich später als Irrtum herausstellte. Auch das Brauerpech, welches meist eine Mischung von verschiedenen Zusätzen ist, fällt in diese Kategorie. Zudem gibt es den Begriff Saupech, Brühpech oder Brühharz.

## Geschichte

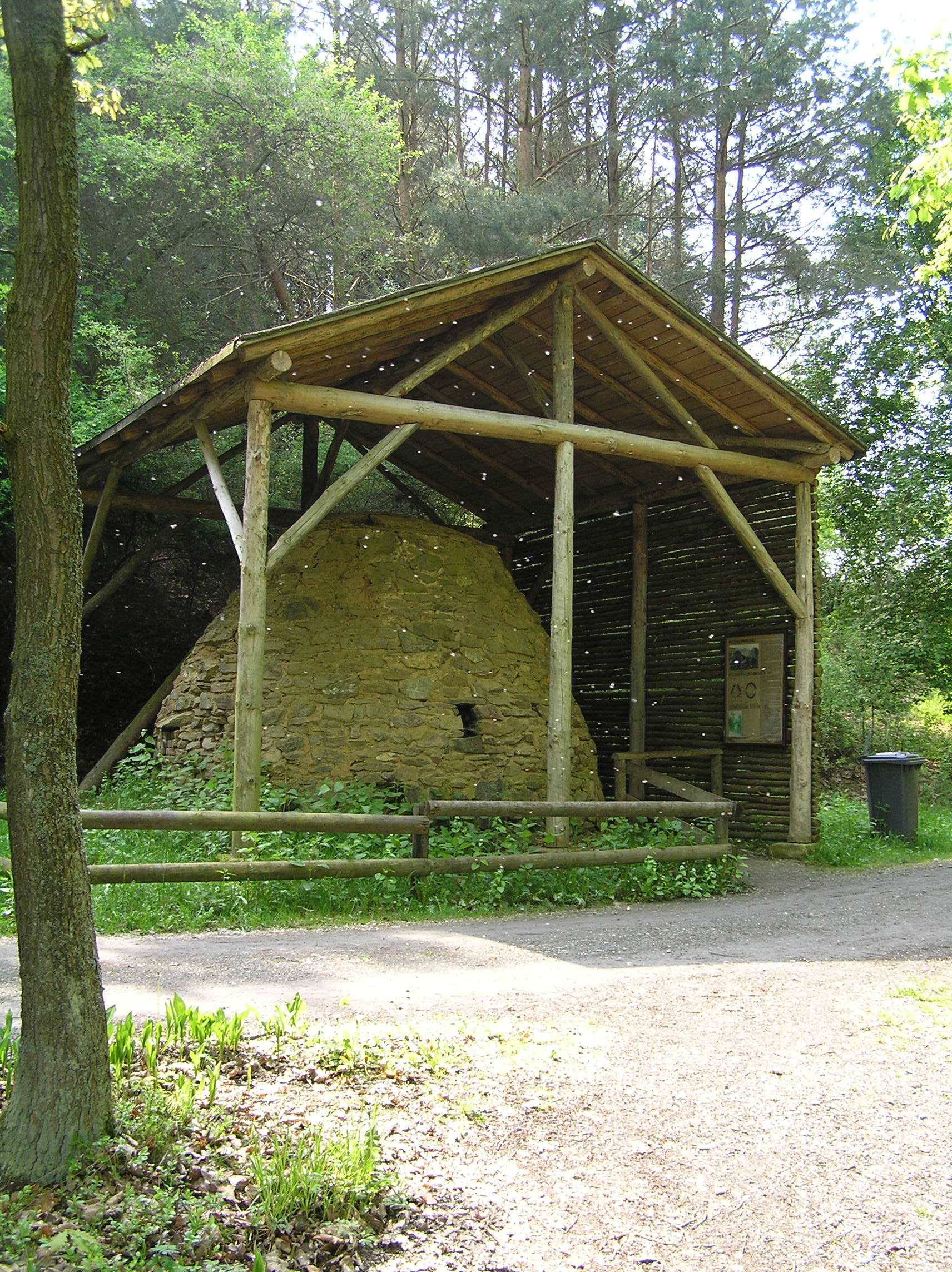
Pechofen im Hessenpark

Die Verwendung von Birkenpech kann archäologisch seit der Altsteinzeit belegt werden. Bekannt ist der Pechrest von Königsaue, der mit mindestens 80.000 Jahren als ältester Kunststoff Europas gilt. Speziell Birkenpech scheint hier verwendet worden zu sein. Untersuchungen aus dem Jahr 2019 zeigten, dass brauchbare Mengen an Birkenpech schon durch das reine Verbrennen von Birkenrinde nahe Stein- oder Knochenoberflächen hergestellt werden können. Das Birkenpech kann im Anschluss an die Verbrennung von den Oberflächen abgekratzt werden.
Auch im Alten Testament wird der Gebrauch von Pech an drei Stellen beschrieben. Einmal beim Bau der Arche wird Pech zum Abdichten benutzt, nach Moses Geburt zum Abdichten des Körbchens, in dem er im Wasser des Nils gerettet wurde, und beim Turmbau zu Babel, dort wird Erdpech (Bitumen) als Bindemittel für Lehmziegellagen erwähnt.
Von Theophrast (371–287 v. Chr.) und Plinius dem Älteren (23/24–79 n. Chr.) stammen frühe Texte zur Pechgewinnung. Plinius unterscheidet zwischen dem meilerartigen Schwelprozess und der Ofenherstellung.
Ursprünglich wurde der Holzteer in Kohlenmeilern oder Teergrubenmeilern gewonnen und aufgekocht. Seit dem Mittelalter ist archäologisch auch die Doppeltopf-Methode (allotherm) nachgewiesen. Dabei sitzt auf einem Auffanggefäß ein Behälter mit Lochboden, in dem sich das Reaktionsholz befindet. Beide Behälter werden mit Brennholz umgeben und vergraben; durch Abbrennen des Holzes ließen sich kleinere Pechmengen gewinnen. Nach drei Stunden Brenndauer betrug die (Teer-)Pechausbeute ca. 10 % des eingesetzten Reaktionsholzes. Der Terpentinanteil war sehr hoch, sodass das Pech dünnflüssig war und erst durch weiteres Kochen zähflüssiger wurde.
Große Mengen Pech (Teer) wurden ab dem 17. Jh. in gemauerten Pechöfen (Teer-, Schwelöfen Einkammeröfen) gewonnen, die ca. 8–10 m³ Ausgangsmaterial aufnahmen und dieses bis zu sieben Tage erhitzten. Voraussetzung waren Kiefernwälder in der Umgebung wie z. B. in der Dübener Heide in Sachsen, auch wurde Pech (Teer) auf Pechölsteinen gewonnen.
In „Pechhütten“ verarbeiteten Pechsieder Baumharz (→Pecherei) durch Destillieren der flüchtigen Bestandteile zu „Siedepech“. Der beim Verkochen entstehende Abfall aus Harzresten, Rinde und Schmutz – Greifen oder Grieben genannt – wurde in Griebenherden, die wie Kohlenmeiler funktionierten, weiterverarbeitet.
Um die vom Pech ausgehenden Gefahren zu mindern, wurden Anfang des 19. Jahrhunderts baupolizeiliche Verordnungen hinsichtlich der Brandverhütung erlassen. Beispielsweise erließ die herzoglich-nassauische Regierung im November 1826 eine solche Verordnung. Der Ort und die Art der Aufbewahrung mussten dem Ortsschultheißen angezeigt werden, der eine polizeiliche Aufsicht veranlassen konnte.
Um das Jahr 1850 wurde die gewerbliche Pechsiederei durch die industrielle Produktion verdrängt. Im ausgehenden 19. Jahrhundert erreichte die Pechproduktion ihren Höhepunkt, da sich die Segelschifffahrt intensivierte. Durch den Einsatz neuer Kunststoffe und den Niedergang der Segelschifffahrt wurde die Pechherstellung schließlich obsolet.
Zwei mit Pech zusammenhängende traditionelle Handwerkstechniken sind als Immaterielles Kulturerbe in Österreich geschützt: die Pecherei in Niederösterreich und das Pechölbrennen im östlichen Mühlviertel.

## Zusammensetzung
- Kohlenteerpeche setzen sich aus hochmolekularen cyclischen und heterocyclischen, meist aromatischen Kohlenwasserstoffen zusammen, auch PAK, die Molmassen schwanken zwischen 2.000 und 30.000 u,[11] sowie freiem Kohlenstoff und rußartigen Bestandteilen.

- Holzteerpeche enthalten eine beträchtliche Menge Harzsäuren, Oxyfettsäuren und deren Anhydride sowie hochmolekulare Kohlenwasserstoffe und Ruß.[12][13]

Hinsichtlich der physikalischen Struktur ist Pech, ebenso wie der Teer, als ein Kolloidsystem anzusehen, bei dem Teerharze verschiedener molarer Massen in einem öligen Medium verteilt sind.

## Herstellung
- Kohlenteerpech: Aus den Destillationsrückständen von Torf-, Braunkohlen-, Steinkohlenteer sowie Schieferteer entsteht mehrheitlich Pech.
- Holzteerpech (Holzpech): Der bei der Holzkohlengewinnung anfallende Holzteer wird verkocht oder destilliert, dabei verbleibt das Pech als Rückstand.

Früher bei der Verkochung von Holzteer gingen die leichten Fraktionen („Teeröle“) verloren, man erhielt dann feineres (Schusterpech) und gröberes (normales) Pech und als Rückstand den Pechkuchen.
Bevorzugt wird Pech aus harzhaltigen Nadelhölzern, wie Kiefer (zum Beispiel Waldkiefer) und Fichte (zum Beispiel Gemeine Fichte) oder harzhaltigen Laubbäumen wie Birke und Buche hergestellt.
Pech mit starker Verunreinigung entstand bei der autothermen Pyrolyse – Reaktions- und Brennholz sind nicht getrennt – z. B. im Meiler in der Teergrube, Teergrubenmeiler, Pechofen (Einkammerofen) oder in Gruben- und Hangmeilern. Die Qualität des erhaltenen Pechs ist bei der allothermen Pyrolyse (Doppeltopf-Methode, Retorte, Zweikammerofen) besser, da hier Verunreinigungen durch die Trennung von Brenn- und Reaktionsholz vermieden werden.
- Pech kann auch aus Birkenrinde hergestellt werden.
- Ebenfalls wurde Harzpech (Kolophonium-Pech, früher auch Griechisches Pech und lateinisch Colofonia und Pix graeca[15][16] genannt),[12] Tallöl-Pech (Sulfatpech, Tallpech), Sulfitpech oder Cellulosepech (Zellpech) aus der Sulfitzellstoffherstellung, Wollfett-Pech, Stearin-Pech (Fettpech), Knochenteer-Pech, Montanwachs-Pech hergestellt. Diese Peche sind aber in ihrer Zusammensetzung und Beschaffenheit nicht mit den Pechen aus Kohle und Holz zu vergleichen.[17][18]

Peche werden nach ihrem Erweichungspunkt unterteilt, zähes Weichpech (35 °C bis 50 °C), das feste Mittelpech oder Brikettpech (60 °C bis 75 °C) und das spröde, leicht pulverisierbare Hartpech (75 °C bis 90 °C) oder höher. Als Erweichungspunkt wird diejenige Temperatur gekennzeichnet, bei der das Pech in eine weiche, knetbare Form übergeht. Dies wird mit der Kraemer-Sarnow Methode bestimmt, DIN 52025.
Durch Auflösen von Pech in schweren Teerölen gewinnt man die präparierten Teere, die als Straßen-, Stahlwerks- und Dachpappenteere sowie als Pechölmischungen zur Gewinnung von Anstrich- und Isolierlacken verwendet werden. Bei der Pechverkokung entsteht ein aschearmer Petrolkoks, der hauptsächlich zur Herstellung von Elektroden sowie Kernreaktorgraphit dient. Auch werden Elektrodenpech und Brikettpech hergestellt.

## Verwendung
Die Peche bildeten früher die Grundlage für die Straßenteere und für die Bautenschutzmittel. Sie sind, ähnlich wie Bitumen, hochmolekulare harzartige Kohlenwasserstoffverbindungen, deren bleibende oder vorübergehende Plastizität durch niedermolekulare Öle bewirkt wird.
Steinkohlenteerpeche wurden wegen ihrer Unempfindlichkeit gegen Witterung, Industriegase und aggressive Wässer sowie wegen ihrer bakterien- und pflanzenfeindlichen Eigenschaften für Anstriche im Bautenschutz oder als nicht abfließende, hochwertige Korrosionsanstriche im Industriestahlbau verwendet. Da sich gewöhnliche Teerpeche wegen ihrer geringen Plastizität (etwa 30 K) nur in begrenztem Umfange verwenden ließen, wurden durch Abwandlung der inneren Struktur dieser Peche (durch Anreicherung mit hochmolekularen Teerharzen) so genannte Sonderpeche entwickelt. Sonderpeche zeichneten sich durch eine besonders große Plastizität (das ist die Spanne zwischen Erweichungs- und Brechpunkt) aus, die durch Zusatz von Füllstoffen, z. B. Asbest, bis zu 100 K gesteigert werden konnte.
(Holzteer)pech wurde zum Kalfatern im Schiffbau (als Schiffspech bzw. -teer, lateinisch Pix navalis), Schmieren, sowie als Brenn- oder Klebstoff und als Abdichtung für Holzgefäße (Eimer, Fässer) verwendet (Pichen). Des Weiteren wurde Pech für Pechfackeln und im griechischen Feuer verwendet.

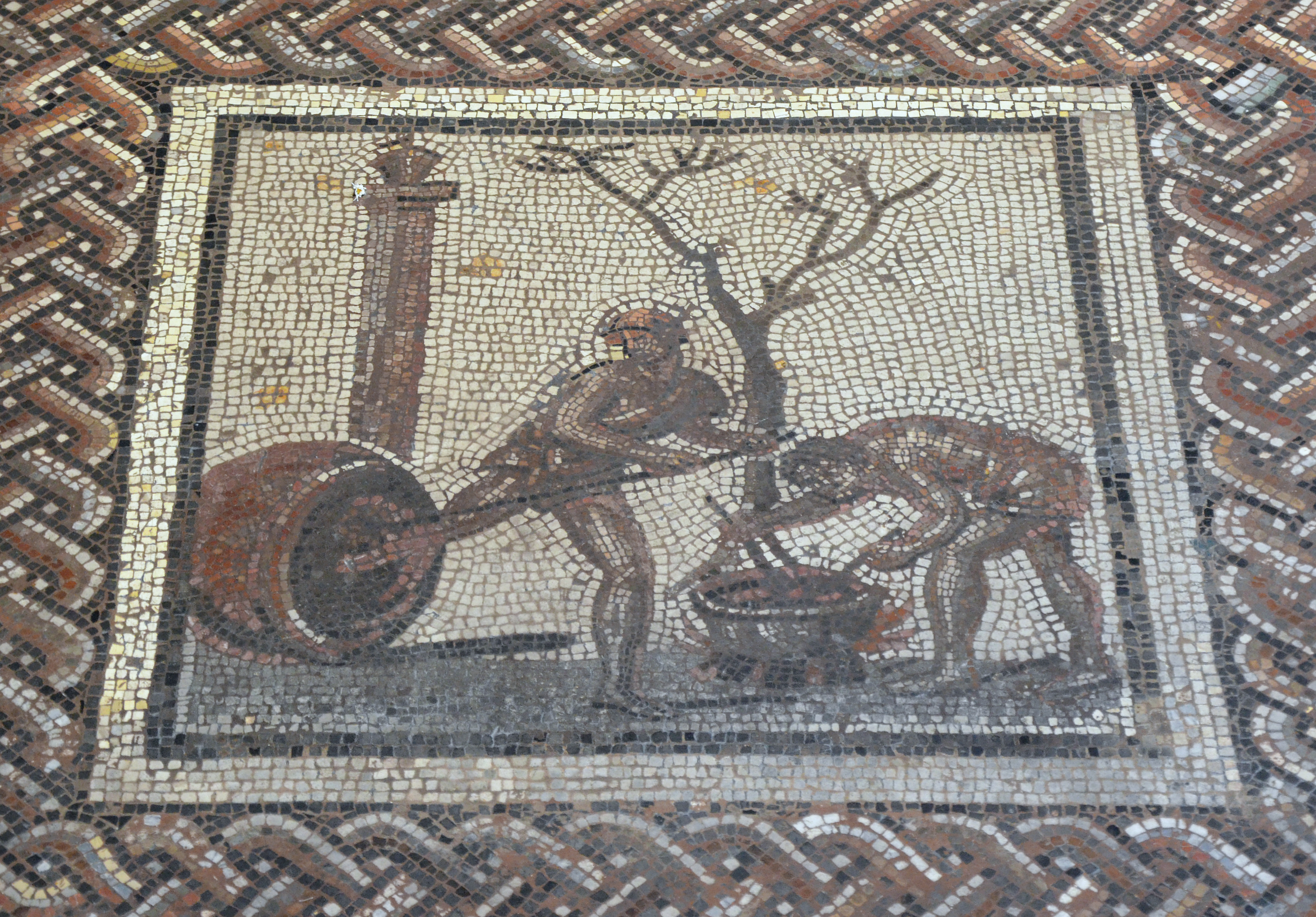
Musée d’Archéologie Nationale, Schloss Saint-Germain-en-Laye: Römisches Mosaik; Zwei Männer beim Pichen eines Fasses (zum Schwefeln wäre das Fass geschlossen)

Als Schusterpech: Die Sohlen von rahmengenähten oder gedoppelten Schuhen wurden früher mit einem sogenannten Pechdraht genäht, der kurz vor der Verwendung aus mehreren Leinenfäden hergestellt wird, die mit Pech eingerieben, zusammengedreht und an den Enden mit einer Schweins- oder Stahlborste versehen werden. Das Pech sorgt nicht nur für den Zusammenhalt des Fadens, sondern auch für die Abdichtung der Naht. Dieses Verfahren wurde in der Neuzeit weitgehend durch geklebte Schuhböden oder die Verwendung von Kunststofffäden verdrängt.
Der Rest, der bei der Verkochung des Pechs übrig blieb, der Pechkuchen, wurde früher zusammen mit stark qualmendem, harzhaltigem Holz verbrannt und zu Ruß weiterverarbeitet.
In der mittelalterlichen Kriegsführung wurde Pech beispielsweise für die Herstellung von Brandpfeilen, Pechkränzen und Brandballen verwendet. Dass bei Belagerungen von Burgen kübelweise heißes Pech durch Wehrerker (seit dem 19. Jahrhundert auch „Pechnase“ genannt) auf die Angreifer gegossen wurde, kam jedoch – wenn überhaupt – nur selten vor, da die Herstellung großer Mengen Pech aufwendig und teuer war.
Wie vielseitig Pech heutzutage verwendbar ist, zeigt z. B. der Einsatz als Poliermittelträger zur Herstellung von großen Spiegeln auch neuester Teleskope. Dabei wird ein in Wasser aufgeschlämmtes Poliermittel, beispielsweise Cer(IV)-oxid, mit einer dünnen Schicht aus einer Mischung zweier Pecharten (eventuell mit Bienenwachs versetzt) über die zu polierende Oberfläche gerieben.
Pech unterschiedlicher Herkunft wird ebenfalls als kostengünstiges Ausgangsmaterial für die Herstellung von Kohlenstofffasern verwendet.

## Forschung

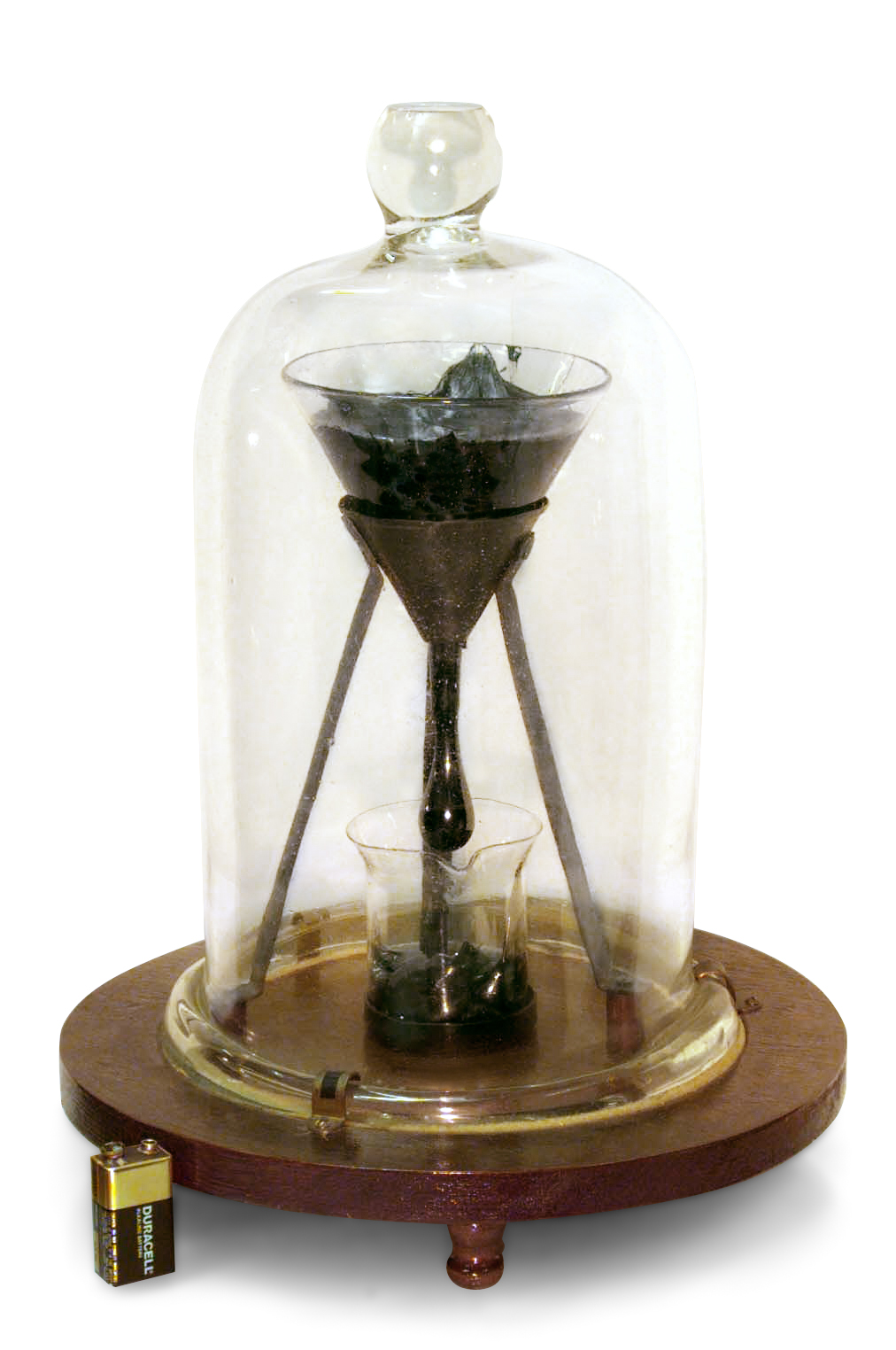
Demonstration der hohen Viskosität von Pech im Pechtropfenexperiment

Zur Untersuchung der viskosen Stoffeigenschaften von Pech begann der Physiker Thomas Parnell 1927 das sogenannte Pechtropfenexperiment (Pitch Drop Experiment). Der neunte Tropfen ist im April 2014 gefallen.